# Ibrahim Hananu
Ibrahim Hananu (arabsky: إبراهيم هنانو, žil 1869–1935) byl syrský revolucionář a politik, bývalý osmanský úředník, který v dvacátých letech 20. století vedl povstání proti francouzské mandátní správě v severní Sýrii.

## Život
Narodil se roku 1869 ve městě Kafr Takharim do zámožné kurdské rodiny. Vyrůstal v Aleppu. Studoval  práva na univerzitě v Istanbulu. Při studiu se účastnil schůzí mladoturků, kteří později hráli významnou roli při mladoturecké revoluci (1908). Po studiích krátce vyučoval na vojenské akademii a následně pracoval jako úředník v osmanské správě Sýrie. Později se plně věnoval již jen správě svých pozemků a majetku.
V průběhu arabského povstání (1916–1918) vstoupil do vojska Fajsala I. Údajně byl také členem podzemní arabské nacionalistické organizace Al-Fatat. V roce 1919 dorazila do Sýrie francouzská armáda s cílem potlačit povstání a zavést mandátní správu. Hananu vedl boj proti Francouzům okolo měst Aleppo, Idlib a Antakya. V úvodní fázi povstání, během probíhající války, se mu podařilo vyhrát řadu střetnutí s francouzskými jednotkami a provést několik sabotáží jejich infrastruktury. V červenci 1920 ovšam francouzská armáda dobyla Aleppo a Hananu se musel stáhnout a přeskupit své oddíly. Následně se rozhodli vytvořit nezávislou správu regionu Armanaz a Hananu byl vyslán coby delegát do Turecka hledat podporu a legitimitu. Podporu získal od Mustafy Kemala Atatürka, který v turecké válce za nezávislost rovněž bojoval s Francií. Nicméně po podepsání mírové dohody v říjnu 1921 již Turci Hananuův odboj dále nepodporovali. Povstání se krátce poté zhroutilo. 
V roce 1922 byl Francouzi zatčen a postaven před vojenský soud. Ačkoliv mu hrozila poprava, byl po dohodě odsouzen k domácímu vězení s dohledem. Z domácího vězení byl propuštěn po syrské revoluci (1925–1927). Následně se stal důležitým aktérem politického syrského národnostního hnutí, které usilovalo o nezávislost Sýrie. V roce 1930 napsal návrh ústavy pro první syrskou republiku, která byla ustanovena v rámci francouzské Mandátní Sýrie.
V září 1933 byl postřelen během pokusu o atentát na jeho osobu. Atentátník byl odsouzen k deseti rokům odnětí svobody, ale v průběhu byl francouzskými úřady omilostněn.
V roce 1935 zemřel, podle zpráv v důsledku prodělání tuberkulózy. Následně byl mezi Syřany vyhlášen třídenní smutek.